# Kanton Pangua
Der Kanton Pangua befindet sich in der Provinz Cotopaxi nordzentral in Ecuador. Er besitzt eine Fläche von 722 km². Im Jahr 2022 lag die Einwohnerzahl bei rund 21.900. Verwaltungssitz des Kantons ist die Ortschaft El Corazón mit etwa 1649 Einwohnern (Stand 2010).

## Lage
Der Kanton Pangua befindet sich im Südwesten der Provinz Cotopaxi. Das Gebiet liegt an der Westflanke der Cordillera Occidental. Es reicht im Westen bis in das Tiefland.
Der Kanton Pangua grenzt im Osten an den Kanton Pujilí, im Süden an die Provinz Bolívar, im Westen an die Provinz Los Ríos sowie im Norden an den Kanton La Maná.

## Verwaltungsgliederung

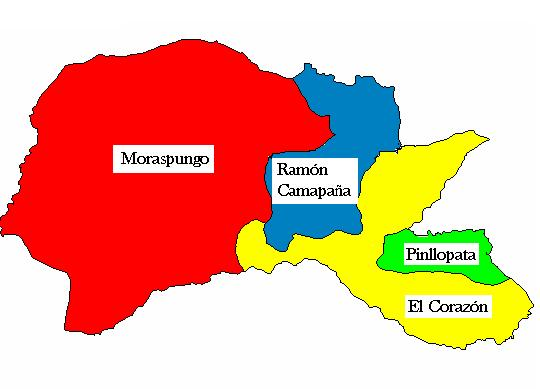
Parroquias im Kanton Pangua

Der Kanton Pangua ist in die Parroquia urbana („städtisches Kirchspiel“)
- El Corazón

und in die Parroquias rurales („ländliches Kirchspiel“)
- Moraspungo
- Pinllopata
- Ramón Campaña

gegliedert. Diese umfassen insgesamt 117 Comunidades.

## Geschichte
Der Kanton Pangua wurde am 2. Juni 1938 eingerichtet (Registro Oficial N° 179).
Entwicklung der Einwohnerzahl im Kanton Pangua bei landesweiten Volkszählungen zum jeweiligen Gebietsstand:
| Jahr                    | Einwohner | +/-    |
| ----------------------- | --------- | ------ |
| 1950                    | 7.602     | –      |
| 1962                    | 7.816     | 2,8 %  |
| 1974                    | 14.983    | 91,7 % |
| 1982                    | 18.581    | 24 %   |
| 1990                    | 16.814    | −9,5 % |
| 2001                    | 19.877    | 18,2 % |
| 2010                    | 21.965    | 10,5 % |
| 2022                    | 21.867    | −0,4 % |
| Datenherkunft: Wikidata |           |        |